# Pollini (azienda)
Pollini è un'azienda italiana di abbigliamento fondata nel 1953 a San Mauro Pascoli (FC), specializzata nella realizzazione di calzature e borse in pelle.

## Storia
L'azienda fu fondata nel 1953 nell'entroterra romagnolo da Alberto, Lidia, Lucia e Vittorio Pollini, figli del calzolaio Ettore Pollini.
Accanto all'inizialmente prevalente produzione di calzature, l'azienda si è man mano dedicata alla realizzazione di borse in cuoio (tra cui la celebre Daytona, esposta al Museo del Fashion Institute of Technology di New York).
Nel 2000, conseguentemente all'acquisto del marchio da parte della holding del lusso Aeffe di Alberta Ferretti, ed in aggiunta alla produzione propria, l'azienda ha iniziato a realizzare gran parte delle collezioni di accessori dei marchi del gruppo (tra cui Moschino).